# Zébulon (SNCF)
Pour les articles homonymes, voir Zébulon.
Zébulon est le nom donné à une rame automotrice électrique expérimentale Z 7001 de la SNCF qui a servi, à partir de 1974, à la mise au point et l'approche du concept des rames TGV dès lors que le choix de la motorisation électrique fut faite, au détriment de la motorisation par turbines à gaz.

## Description
Cette automotrice, renumérotée Z 7001, résultait de la transformation, en 1973, aux Ateliers SNCF d’Oullins, de l'automotrice Z 7115 accidentée et réformée. Elle servit notamment à tester et étudier le comportement d'un nouveau type de pantographe à double étage, adapté au captage du courant à grande vitesse sur la caténaire. La transmission de la puissance au bogie moteur était assurée par un arbre à cardan tripode, testé lui aussi, ce qui permit de positionner le moteur électrique de traction dans la caisse de l'engin, au lieu du bogie moteur et ainsi réduire les masses non suspendues.
Au cours de ses nombreuses marches de mesures et d'essais, elle atteignit la vitesse de 309 km/h. La rame Zébulon devenue inutile fut mise en attente dans un dépôt, mais fut détruite au début des années 1980, car son châssis ne permettait pas sa transformation envisagée, en voiture de mesures de la voie.
Pendant ses essais d'endurance, elle tractait une rame attelée composée de 3 voitures UIC lestées à 60 tonnes (soit 180 t remorquées) chaque nuit pendant plus d'un an entre Lyon et Dijon, parcourant dans cette composition plus de 100 000 km à 160 km/h.
L'automotrice est réformée en 1981.

## Modélisme
La Z 7001 a été reproduite à l'échelle HO par l'artisan ApocopA sous forme de transkit (caisse en résine à monter sur un châssis de son choix).